# Witold Wereszczyński
Witold Wereszczyński (ur. 19 listopada 1926 w Białokrynicy, zm. 12 lutego 1987 w Poznaniu) – generał brygady Wojska Polskiego.

## Życiorys
Witold Wereszczyński urodził się 19 listopada 1926 w Białokrynicy, w ówczesnym powiecie krzemienieckim, w rodzinie Lucjana, wachmistrza 12 Pułku Ułanów Podolskich i Eleonory z domu Staręga. Od 1932 uczył się w szkole powszechnej w Białokrynicy, a od 1936 w szkole ćwiczeń przy Liceum w Krzemieńcu. W 1939 zdał do Gimnazjum w Krzemieńcu. Od września 1939 mieszkał razem z matką i rodzeństwem w Siedlcach, gdzie uczył się w Gimnazjum im. Bolesława Prusa, a po jego zamknięciu przez Niemców kontynuował naukę w szkole mechanicznej. W 1942 resztowany przez władze niemieckie, po uwolnieniu uczył się na tajnych kompletach. Od maja 1943 był szeregowym - łącznikiem 9 Obwodu Batalionów Chłopskich w Siedlcach, a od sierpnia 1944 funkcjonariuszem tamtejszej Komendy Powiatowej Milicji Obywatelskiej.

## Służba w wojsku
6 listopada 1944 wstąpił do ludowego Wojska Polskiego i został skierowany do 6 zapasowego pułku piechoty w Lublinie. Od listopada 1944 był podchorążym Oficerskiej Szkoły Czołgów w Chełmie. 20 lutego 1945, po ukończeniu szkoły, został przydzielony do 16 Dnowsko-Łużyckiej Brygady Pancernej i wyznaczony na stanowisko dowódcy czołgu T-34/85. Rozkazem Naczelnego Dowódcy WP z 10 marca 1945 został awansowany na stopień podporucznika w korpusie oficerów broni pancernej. Następnie dowodził plutonem i kompanią czołgów. W czasie II wojny światowej w składzie 2 Armii Wojska Polskiego walczył w bitwie pod Budziszynem, Niesky i o Drezno. Od listopada 1945 dowódca kompanii czołgów w 16 Samodzielnej Brygadzie Pancernej w Szczecinie, a po przeformowaniu tej brygady w 9 pułk czołgów w lutym 1946 był dowódcą plutonu czołgów. Od października 1946 do lutego 1947 przebywał na Wyższym Kursie Doskonalenia Oficerów Broni Pancernej w Modlinie, który ukończył z oceną bardzo dobrą. W lutym 1947 został oficerem zwiadu pułku, w maju 1948 dowódcą pułkowej kompanii szkolnej, a w grudniu 1948 powrócił na stanowisko oficera zwiadu pułku.
W marcu 1949 został przeniesiony do Oficerskiej Szkoły Broni Pancernej w Poznaniu na stanowisko wykładowcy Cyklu Taktyki Ogólnej. Od października 1950 oficer operacyjny 2 pułku czołgów w Opolu, od lipca 1951 szef sztabu 23 pułku czołgów w Słubicach. Pułk ten wchodził w skład 19 Dywizji Zmechanizowanej. W latach 1954–1956 dowodził 23 Pułkiem Czołgów Średnich w Słubicach. W okresie od października 1956 do lipca 1959 był słuchaczem Fakultetu Ogólnowojskowego Akademii Sztabu Generalnego WP w Rembertowie. Studia ukończył z oceną bardzo dobrą i został wyznaczony na szefa sztabu 5 Dywizji Pancernej w Gubinie. Od września 1961 szef sztabu - zastępca dowódcy 5 Dywizji Pancernej w Gubinie, a od grudnia 1965 zastępca dowódcy do spraw liniowych 10 Dywizji Pancernej w Opolu. W sierpniu 1966 został zastępcą dowódcy do spraw liniowych 2 Dywizji Zmechanizowanej w Nysie. W latach 1966–1967 ukończył kurs operacyjno-strategiczny przy Akademii Sztabu Generalnego WP w Rembertowie.
W styczniu 1968 powrócił na stanowisko zastępcy dowódcy do spraw liniowych 10 Dywizji Pancernej, 6 maja 1968 objął dowództwo 11 Drezdeńskiej Dywizji Pancernej w Żaganiu. Pod jego dowództwem dywizja wzięła udział w interwencji zbrojnej Państw Układu Warszawskiego w Czechosłowacji w sierpniu 1968. 9 października 1968 uchwałą Rady Państwa PRL awansował do stopnia generała brygady. Nominację wręczył mu 12 października 1968 w Belwederze przewodniczący Rady Państwa PRL marszałek Polski Marian Spychalski. W listopadzie 1973 obowiązki dowódcy dywizji przekazał płk. dypl. Józefowi Użyckiemu. Od listopada 1973 pełnił obowiązki, a  17 stycznia 1974 został komendantem Wyższej Szkoły Oficerskiej Wojsk Pancernych im. Stefana Czarnieckiego w Poznaniu. 6 listopada 1976 został przeniesiony na stanowisko szefa Wojewódzkiego Sztabu Wojskowego w Poznaniu. W 1981 sztab którym kierował otrzymał najwyższe wyniki w Śląskim Okręgu Wojskowym. 
Był delegatem na VI Zjazd PZPR (1971), działał społecznie w ZBoWiD i Lidze Obrony Kraju.
W czerwcu 1983 doznał wylewu krwi do mózgu, w związku z czym był trwale niezdolny do służby wojskowej. W okresie od września 1984 do czerwca 1986 pozostawał w dyspozycji ministra Obrony Narodowej z powodu długotrwałej ciężkiej choroby. W stan spoczynku przeniesiony z dniem 3 lipca 1986 roku.
Pochowany 17 lutego 1987 na Cmentarzu Komunalnym Junikowo w Poznaniu. W uroczystościach pogrzebowych uczestniczyła delegacja WP na czele z dowódcą Śląskiego Okręgu Wojskowego gen. dyw. Janem Kuriatą oraz szefem sztabu Wojsk Lotniczych gen. bryg. pil. Jerzym Zychem. W imieniu żołnierzy WP Zmarłego pożegnał komendant WSOWPanc. gen. bryg. Zdzisław Głuszczyk.

## Wykształcenie wojskowe
- Oficerska Szkoła Broni Pancernej - Chełm
- Wyższy Kurs Doskonalenia Oficerów Broni Pancernej - Modlin
- Akademia Sztabu Generalnego - Rembertów
- Kurs Operacyjno-Strategiczny przy Akademii Sztabu Generalnego WP w Rembertowie

## Awanse
W trakcie wieloletniej służby w Wojsku Polskim otrzymywał awanse na kolejne stopnie wojskowe:
- podporucznik - 1945
- porucznik - 1946
- kapitan - 1949
- major - 1953
- podpułkownik - 1959
- pułkownik - 1966
- generał brygady - 1968

## Działalność agenturalna
Według materiałów zgromadzonych w archiwum Instytutu Pamięci Narodowej był w latach 1948–1968 tajnym współpracownikiem (tajnym informatorem) Informacji Wojskowej oraz Wojskowej Służby Wewnętrznej o pseudonimach "Telefon" i "Brzoza".

## Życie prywatne
Mieszkał w Poznaniu. Od 1951 żonaty z Władysławą Kaniewską (1921–1996). Małżeństwo miało syna i córkę.

## Ordery i odznaczenia
- Krzyż Komandorski Orderu Odrodzenia Polski (1983)
- Krzyż Oficerski Orderu Odrodzenia Polski (1970)
- Krzyż Kawalerski Orderu Odrodzenia Polski (1963)
- Krzyż Walecznych (1945)
- Srebrny Krzyż Zasługi (1946)
- Medal „Za udział w walkach o Berlin” (1970)
- Medal 10-lecia Polski Ludowej
- Medal 30-lecia Polski Ludowej
- Medal 40-lecia Polski Ludowej
- Złoty Medal „Siły Zbrojne w Służbie Ojczyzny” (1968)
- Srebrny Medal Siły Zbrojne w Służbie Ojczyzny
- Brązowy Medal Siły Zbrojne w Służbie Ojczyzny
- Srebrny Medal Za zasługi dla obronności kraju (1972)
- Order Wojny Ojczyźnianej I stopnia (ZSRR) (1968)
- Order Czerwonej Gwiazdy (ZSRR) (1973)
- Order Czerwonego Sztandaru (Czechosłowacja, 1970)[5]